# Чигири (Могилёвская область)
Чигири́ (бел. Чыгіры́) — деревня в составе Ланьковского сельсовета Белыничского района Могилёвской области Республики Беларусь.

## Географическое положение
Через деревню проходит автодорога Р77 Шклов — Белыничи (через Пригани).

## Население
- 2010 год — 17 человек